# Estació de Balenyà - els Hostalets
Balenyà - Els Hostalets és una estació de ferrocarril propietat d'adif situada a la població dels Hostalets de Balenyà de Balenyà a la comarca d'Osona. L'estació es troba a la línia Barcelona-Ripoll per on circulen trens de la línia R3 de Rodalies de Catalunya operat per Renfe Operadora.
Aquesta estació de l'antiga línia de Barcelona a Sant Joan de les Abadesses (actualment el tram Ripoll - Sant Joan és una via verda) va entrar en servei l'any 1875 quan es va obrir el tram entre Granollers i Vic.
L'any 2016 va registrar l'entrada de 52.000 passatgers.
| Rodalia de Barcelona      |           |       |                   |                        |
| Procedència/Destinació    | <         | Línia | >                 | Procedència/Destinació |
| L'Hospitalet de Llobregat | Centelles |       | Balenyà-Tona-Seva | Vic                    |

¹ Els regionals cadenciats direcció Ripoll / Ribes de Freser / Puigcerdà / La Tor de Querol no efectuen parada en aquesta estació.